# Kurt Schmitt

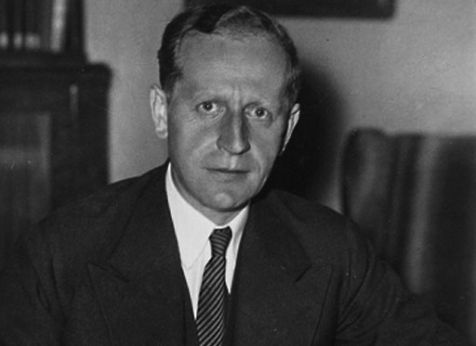
Kurt Schmitt (1940)

Kurt Paul Schmitt (* 7. Oktober 1886 in Heidelberg; † 2. November 1950 ebenda) war ein deutscher Wirtschaftsführer, der die NSDAP bereits vor 1933 unterstützte, und zweiter Reichswirtschaftsminister im Kabinett Hitlers.

## Leben
Der Jurist Kurt Schmitt promovierte 1911 in München über Die laufende Auskunftdatei, insbesondere der Auskunftvertrag und trat 1913 in den Dienst der Allianz AG Versicherungsgesellschaft. Von 1914 bis 1917 nahm er am Ersten Weltkrieg teil und wurde als Hauptmann der Reserve verabschiedet. 1917 wurde er Mitglied des Vorstands der Allianz AG, von 1921 bis 1933 leitete er den Konzern als Vorstandsvorsitzender. Er machte sich in diesen Jahren einen Namen als einer der begabtesten Leiter bezüglich der Organisation in der Versicherungswirtschaft der Weimarer Republik.
Die Konzernspitze der Allianz AG, vertreten durch die Direktoren Kurt Schmitt und Eduard Hilgard, verfolgte eine Politik der Annäherung an die Nationalsozialisten schon vor deren Machtergreifung. Seit Oktober 1930 pflegte Schmitt freundschaftliche Kontakte zu Hermann Göring, unter anderem durch gemeinsame Geschäftsessen und die Regulierung privater finanzieller Schulden. Die Versuche von Heinrich Brüning und Franz von Papen, Schmitt für ein Ministeramt zu gewinnen, blieben zunächst ohne Erfolg.
Er gehörte zu einer Gruppe von Industriellen, die sich Mitte 1931 mit Hitler im Hotel Kaiserhof trafen und ihm eine finanzielle Unterstützung in Aussicht stellten. Beim Geheimtreffen am 20. Februar 1933 mit Adolf Hitler ließ er der NSDAP eine Wahlkampfspende in Höhe von 10.000 Reichsmark zukommen. Laut den Erinnerungen eines engen Vertrauten Schmitts, des Sohns von Martin Niemöller, Heinz Hermann Niemöller, spendete Schmitt bis zur Machtübernahme insgesamt zwischen 1 und 5 Millionen Reichsmark an die NSDAP. Im Frühjahr 1933 trat Schmitt der NSDAP bei (Mitgliedsnummer 2.651.252). Den Posten des Vizepräsidenten der Industrie- und Handelskammer von Berlin nahm er ebenfalls 1933 an.
Inzwischen war Schmitt davon überzeugt, dass die Nationalsozialisten das Problem der Arbeitslosigkeit bewältigen könnten, wenn von Leuten wie ihm die Wirtschaft geleitet würde. Zudem hielt er Hitler für einen großen Staatsmann und glaubte, dass dieser sich schon im Laufe der Zeit politisch weniger radikal entwickeln würde. Zudem hatte er eine latente antisemitische Einstellung, die Gerald D. Feldman wie folgt beschreibt: „Schmitt teilte die Vorstellung, dass Juden innerhalb der akademischen Berufe überrepräsentiert seien und dass die Rolle, die sie in der Politik, im Rechtswesen und den Künsten spielten, erheblich eingeschränkt, wenn nicht gar völlig gestrichen werden müsse. Er glaubte aber, dass ihnen ein Platz im deutschen Wirtschaftsleben zustehe und machte es zu einem der Maximen seines Amtsjahres als Reichswirtschaftsminister, dass es keine ‚Judenfrage in der Wirtschaft‘ gebe.“
Am 30. Juni 1933 wurde Schmitt als Nachfolger von Alfred Hugenberg zum Reichswirtschaftsminister ernannt und nahm die Ehrenmitgliedschaft der SS (SS-Nr. 101.346) an. Im August 1933 übernahm er die Funktion des Bevollmächtigten von Preußen in der Reichsregierung. Im September 1933 gehörte er mit der Nummer 21 zu den hundert ersten Mitgliedern der nationalsozialistischen Akademie für deutsches Recht Hans Franks. Im Oktober 1933 wurde er zum Preußischen Staatsrat ernannt.
Am 13. März 1934 gab er die neue Ordnung der gewerblichen Wirtschaft bekannt. Führer der Gesamtorganisation der gewerblichen Wirtschaft wurde Philipp Kessler als Führer des Reichsverbandes der Elektroindustrie. Als Schmitt den Reichsverband der Deutschen Industrie (RDI) durch eine gesamtstaatliche Lenkung der Wirtschaft ersetzen wollte, stieß er auf den konzentrierten Widerstand der Konzernspitzen. Reichsbankpräsident Hjalmar Schacht war bestrebt, Schmitt aus dem Ministeramt zu drängen, um es selbst zu übernehmen. Nachdem Schmitt bei einer Rede am 26. Juni 1934 vor der Berliner Außenhandelskammer ohnmächtig zusammenbrach, nahm er einen längeren Genesungsurlaub, und am 31. Januar 1935 genehmigte Hitler seine Entlassung als Minister. Am 30. Juni 1934 wurde Schacht sein Nachfolger als Reichswirtschaftsminister.
Nach seinem Urlaub übernahm Schmitt 1935 den Vorsitz in den Aufsichtsräten der AEG AG und der Deutschen Continental Gasgesellschaft in Dessau. Von 1937 bis 1945 war er Vorstandsvorsitzender der Münchener Rückversicherungs-Gesellschaft und in der Allianz AG blieb er bis 1945 Aufsichtsratsmitglied. Als Mitglied im Freundeskreis Reichsführer SS beförderte ihn Heinrich Himmler am 15. September 1935 zum SS-Brigadeführer. Da Schmitt auch Aufsichtsratsvorsitzender der AEG AG war, spendete diese Himmler jährlich zwischen 12.000 und 15.000 Reichsmark, und die Münchener Rückversicherungs-Gesellschaft und die Continental Gasgesellschaft zwischen 6000 und 8000 Reichsmark.
Von 1945 bis 1949 musste sich Schmitt einem Entnazifizierungsverfahren der US-Armee unterziehen. Er verlor alle Ämter und über ihn wurde ein Berufsverbot verhängt. 1946 wurde er als „Hauptschuldiger“ eingeordnet. Diese Einordnung wurde in mehreren Gerichtsverfahren überprüft und 1949 aufgehoben. Er wurde nur noch als „Mitläufer“ bezeichnet, musste aber eine Geldstrafe und die Gerichtskosten bezahlen.
Schmitt war seit 1906 Mitglied des Corps Franconia München.

## Auszeichnungen
- Eisernes Kreuz (1914) II. Klasse
- Verwundetenabzeichen (1918) in Schwarz
- Kriegsverdienstkreuz (1939) II. und I. Klasse
- Ehrendegen des Reichsführers SS
- Totenkopfring der SS